# 斉藤恒芳
斉藤 恒芳（さいとう つねよし、1965年4月28日 - ）は、日本の作曲家、キーボーディスト。静岡県伊豆市出身。主にアニメや、テレビドラマの音楽を手がけている。
ジ・エキセントリック・オペラなどで活躍した、書上奈朋子は元妻。

## 人物・来歴
1965年4月28日静岡県田方郡修善寺町（現伊豆市）生まれ。7歳でクラシックピアノ、9歳で作曲を始め、各コンクールで少年ピアニストとして注目される。
静岡県立三島南高等学校より東京芸術大学音楽学部作曲科に入学。
1987年、同大学在学中に葉加瀬太郎、竹下欣伸と共にクライズラー&カンパニーを結成。1990年、EPIC/SONY RECORDSよりメジャー・デビュー。国内外でコンサート活動を行うだけでなく、海外アーティストと共演するなど、国際的に活躍。
デイヴィッド・フォスター、セリーヌ・ディオンとレコーディングしたフジテレビ系テレビドラマ「恋人よ」主題歌『To Love You More』が1995年に大ヒットした。
1996年のクライズラー&カンパニー解散後、NHK「首都圏ネットワーク」やTV「それぞれの断崖」「天地無用!」「時空転抄ナスカ」「旋風の用心棒」などの劇伴、舞台では牧阿佐美バレヱ団「ガーシュインの夢」、ミュージカル「不思議の国のアリス」「ロスタラントス」、ロック・オペラ「ハムレット」などの付随音楽、映画音楽の作曲を手がけている。音楽プロデューサーとしては、薬師丸ひろ子をはじめ、中西圭三、安達祐実、渡辺美里などの楽曲提供を行っている。
1999年、宝塚歌劇団宙組公演「激情」で文化庁芸術祭優秀賞を受賞。
2001年2月、ソロ・アルバム「リラクシング・ピアノ」を発表。
クラシックに限らずあらゆるジャンルの音楽を手掛け、プロデュース・編曲・楽曲提供を重ね新たな世界を追求し続けている。

## 作品

### テレビドラマ
- 仮面ライダーキバ（2008年）
- MM9(2010年)

### 映画
- イッツ・ア・ニューデイ（2007年）
- 劇場版 仮面ライダー電王&キバ クライマックス刑事（2008年）
- 劇場版 仮面ライダーキバ 魔界城の王（2008年）
- レイトン教授と永遠の歌姫（2009年）
- 蒼穹のファフナー HEAVEN AND EARTH（2010年）

### アニメ
- 時空転抄ナスカ（1998年）
- 劇場版 天地無用! in LOVE2 遙かなる想い（1999年）
- 闇の末裔（2000年）
- 旋風の用心棒（2001年）[1]
- 朝霧の巫女（2002年）
- 蒼穹のファフナー（2004年）
- 劇場版XXXHOLiC 真夏ノ夜ノ夢（2005年）
- タイドライン・ブルー（2005年）
- 蒼穹のファフナー RIGHT OF LEFT(2005年)
- スーパーロボット大戦ORIGINAL GENERATION THE ANIMATION（2006年）
- アイドルマスター XENOGLOSSIA（2007年）
- 電脳コイル（2007年）
- プリティーリズム・レインボーライブ（2013年）
- プリパラ（2014年）
- 蒼穹のファフナー EXODUS（2015年）
- かげきしょうじょ!!（2021年）[2]

### ゲーム
- リングオブサイアス(1996年)

### 舞台
- 宝塚歌劇団
  - 花組「天の鼓」「マラケシュ・紅の墓標」「落陽のパレルモ」「Victorian Jazz（ヴィクトリアン ジャズ）」「ハンナのお花屋さん」「BEAUTIFUL GARDEN −百花繚乱− 」「 A Fairy Tale・青い薔薇の精」「巡礼の年」「ENCHANTEMENT－華麗なる香水（パルファン）」
  - 月組「MAHOROBA」「Heat on Beat」「BADDYー悪党（ヤツ）は月からやって来るー」「FULL SWING！」
  - 雪組「凱旋門」「パッサージュ」「レ・コラージュ」「タカラヅカ・ドリーム・キングダム」「タランテラ！」「ソロモンの指輪」「ロック・オン！」「ODYSSEY~The Age of Discovery 」
  - 星組「ガラスの風景」「バビロン」「ロマンチカ宝塚'04」「ソウル・オブ・シバ!!」「龍星」「黒豹の如く」
  - 宙組「激情」「ザ・ショー・ストッパー」「白昼の稲妻」「ネオ・ヴォヤージュ」「双頭の鷲」「相続人の肖像」「Sanctuary」

### その他
- イングヴェイ・マルムスティーン『エレクトリック・ギターとオーケストラのための協奏組曲 変ホ短調 コンチェルト・ライヴ・イン・ジャパン・ウィズ・新日本フィルハーモニー交響楽団』（2001年）※アレンジ